# Jagdstaffel 15

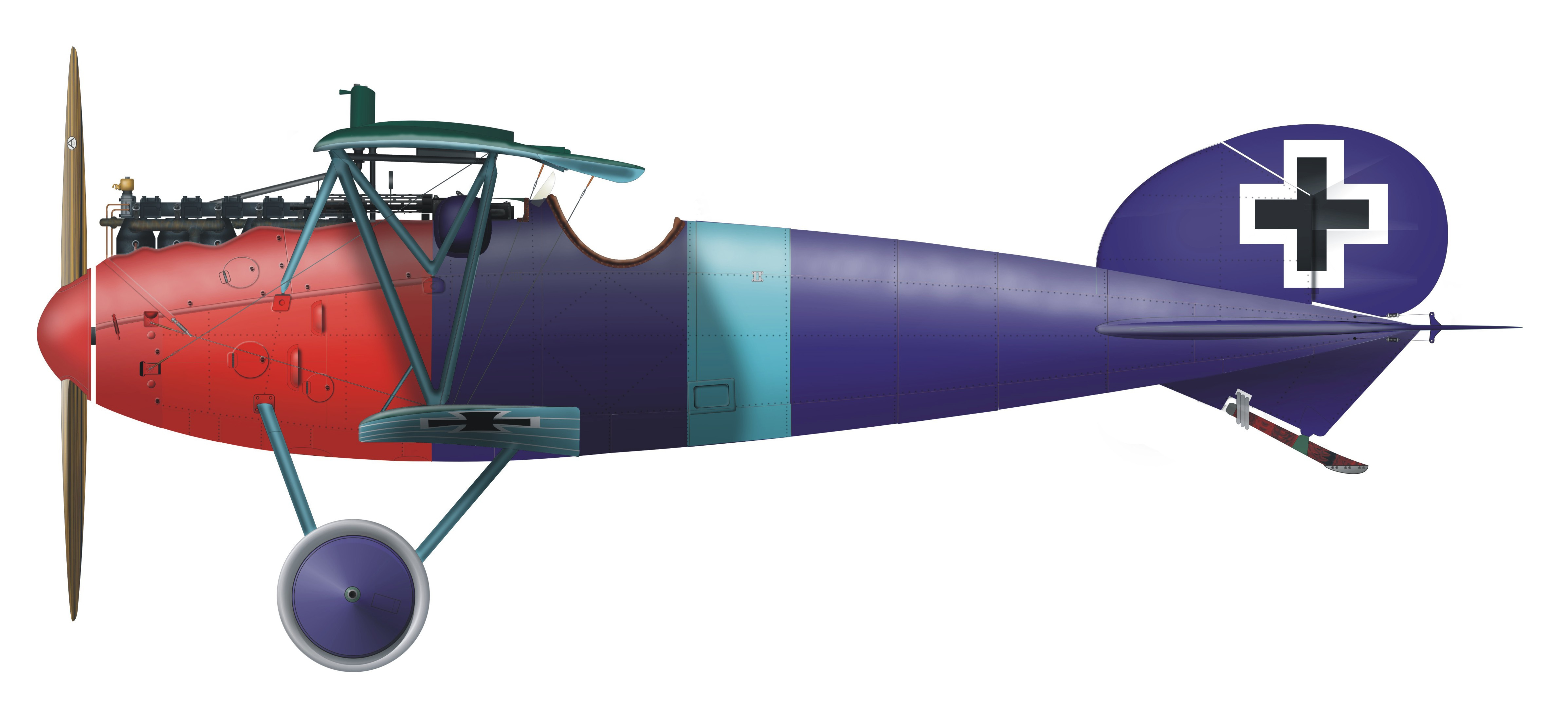
Albatros D.II por. Dingla z Jasta 15 z 1918 roku.

Jagdstaffel 15 – Königlich Preußische Jagdstaffel Nr. 15 – Jasta 15 jednostka lotnictwa niemieckiego Luftstreitkräfte z okresu I wojny światowej.

## Informacje ogólne
Jednostka została utworzona w z KEK Habsheim w końcu września 1916 roku w pierwszym etapie reorganizacji lotnictwa. Organizację eskadry powierzono porucznikowi Hermann Kropp. Od listopada 1917 roku jednostka była przydzielona do 7 Armii, a od 2 lutego 1918 roku weszła w skład dywizjonu Jagdgeschwader 2 (1917–1918).
Eskadra walczyła przede wszystkim na samolotach Fokker D.II, Fokker D.III, Fokker Dr.I i Fokker D.VII.
Jasta 15 w całym okresie wojny odniosła ponad 150 zwycięstw nad samolotami nieprzyjaciela. W okresie od września 1916 do listopada 1918 roku jej straty wynosiły 7 zabitych w walce, 2 zabitych w wypadkach, 3 rannych oraz 2 w niewoli.
Łącznie przez jej personel przeszło 15 asów myśliwskich:
Georg von Hantelmann (25), Joseph „Seppl” Veltjens (24), Heinrich Gontermann (22), Johannes Klein (14), Oliver von Beaulieu-Marconnay (13), Hugo Schäfer (11), Gustav Klaudat (6), Ernst Udet (5), Heinrich Arntzen (2), Albert Haussmann (2), Karl Albert Mendel (2), Hans Müller (2), Karl Schmückle (2), Kurt Haber (1), Arthur Rahn (1), Kurt Wüsthoff

## Dowódcy Eskadry
| Stopień   | Nazwisko                | Okres                   |
| --------- | ----------------------- | ----------------------- |
| Porucznik | Hermann Kropp           | 28.09.1916 – xx.11.1916 |
| Porucznik | Max Reinhold            | xx.11.1916 – 26.04.1917 |
| Porucznik | Heinrich Gontermann     | 26.04.1917 – 30.10.1917 |
| Porucznik | Hans Hermann von Budde  | 02.02.1918 – 14.03.1918 |
| Porucznik | August Raben            | 14.03.1918 – 20.03.1918 |
| Porucznik | Ernst Turck             | 20.03.1918 – 18.05.1918 |
| Porucznik | Joseph „Seppl” Veltjens | 18.05.1918 – 13.08.1918 |
| Porucznik | Joachim von Ziegesar    | 13.08.1918 – 18.08.1918 |
| Porucznik | Hugo Schäfer            | 18.08.1918 – 12.10.1918 |
| Porucznik | Joseph „Seppl” Veltjens | 12.10.1918 – 11.11.1918 |